# Andreas Fulda (Philologe)
Andreas Fulda (* 6. Januar 1534 in Salzungen; † 12. Dezember 1596 in Schleusingen) war ein deutscher Philologe und evangelischer Theologe.

## Leben
Fulda begann 1553 ein Studium der philosophischen Wissenschaften an der Universität Jena. Hier erwarb er als Erster am 12. Juli 1558 den akademischen Grad eines Magisters der Philosophie. 1560 wurde er in Jena Professor für Griechisch. Er war Dekan der philosophischen Fakultät und im Sommersemester 1567 Rektor der Alma Mater. Die konfessionellen Streitigkeiten jener Zeit nötigten ihn 1573 zum Rücktritt von seinem Professorenamt. Am 19. Dezember 1574 wurde er Pfarrer in Sülzfeld. Danach avancierte er 1583 zum Superintendenten von Suhl und 1589 zum Superintendenten sowie zum Dekan von Schleusingen. Nach seinem Tod wurde er in der Pfarrkirche St. Johannis von Schleusingen begraben.
Fulda war mit Ottilia Neuberger († 8. August 1615), Tochter des Jenaer Bürgermeisters Heinrich Neuberger und dessen Frau Dorothea Druckschärf, verheiratet. Aus der Ehe kennt man die Tochter Margareta Fulda und die Söhne Andreas Fulda, Johann Fulda, Christian Fulda, Valentin und Johann Christoph Fulda.